# Erika Nilsson-Waara
Erika Nilsson-Waara, född 12 december 1984, är en allsvensk fotbollsspelare (anfallare) som har spelat i bland annat Piteå IF och Sunnanå SK. Erika Nilsson-Waara är tvillingsyster med Linnea Nilsson-Waara.
Efter säsongen 2014 slutade hon spela för Sunnanå. Både Erika och systern Linnéa Nilsson-Waara har säsongen 2015 funnits i matchprotokollet för Piteå IF.